# Ecclesia supplet
Ecclesia supplet (lateinisch für „die Kirche ergänzt“) ist ein Grundsatz des Kirchenrechts. Nach dem Verständnis der römisch-katholischen Kirche kann eine Handlung im Namen der Kirche trotz fehlender Jurisdiktion unter bestimmten Umständen dennoch Gültigkeit erlangen, weil die Kirche als Ganzes das ergänzt, woran es dem Handelnden mangelt. Der Begriff für diese Handlung ist Suppletion.

## Theologische, seelsorgliche und juristische Gesichtspunkte
Der theologische Ausgangspunkt von ecclesia supplet ist der Grundsatz, dass jemand, der im Namen der Kirche handelt, damit nicht seinen eigenen Willen vollzieht, sondern dass durch ihn die katholische Kirche wirkt. Deshalb „suppliert“ die Kirche, wenn die handelnde Person einem Irrtum oder einem Zweifel bezüglich der Rechtsgrundlage oder hinsichtlich der jener Handlung zugrunde liegenden Tatsachen  unterliegt. Beispielsweise kann der Spender eines Sakramentes unsicher sein, ob ihm die für die Spendung erforderliche Vollmacht erteilt worden ist. Dieser Mangel wird dadurch ersetzt, dass er im Auftrag der Kirche handelt. So wird sein Handeln zum Handeln der Institution.
Seelsorgerisch bedeutsam ist der Grundsatz insofern, als er zu gewährleisten hilft, dass der Zugang der Gläubigen zu den Sakramenten nicht an Hürden wie den genannten Irrtümern oder Zweifeln auf Seiten des Spenders des Sakramentes scheitert.
Juristisch ist der Grundsatz im Codex Iuris Canonici in 144  CIC ausgedrückt:

„1. Bei einem tatsächlich vorliegenden oder rechtlich anzunehmenden allgemeinen Irrtum und ebenfalls bei einem positiven und begründeten Rechts- oder Tatsachenzweifel ersetzt die Kirche für den äußeren wie für den inneren Bereich fehlende ausführende Leitungsgewalt.
2. Dieselbe Norm wird auf die in cann. 882, 883, 966 und 1111, § 1 genannten Befugnisse angewandt.“

 Beim Grundsatz ecclesia supplet geht es also „nicht um eine Heilung ungültiger Rechtsakte, sondern eine gesetzliche Delegation von Leitungsgewalt“.

## Geschichte
Schon sehr früh, bei der Christenverfolgungen der ersten Jahrhunderte, kam die Frage auf, ob ein Bischof oder ein Priester, der von der Lehre der katholischen Kirche abgefallen ist, das Taufsakrament gültig gespendet hat (siehe auch Ketzertaufstreit). Damals entschied man, dass im Zweifelsfall eine Taufe als gültig gespendet anzusehen ist und nicht noch einmal getauft werden braucht. Ähnliche Fragen tauchten im Laufe von zwei Jahrtausenden immer wieder auf.
Das Ecclesia supplet findet sich infolgedessen schon in älteren Kirchenrechtsquellen. Im Vorgänger des geltenden CIC von 1983, dem CIC von 1917, fand sich ein ähnlich formulierter Canon 209: In errore communi aut in dubio positivo et probabili sive iuris, sive facti, iurisdictionem supplet Ecclesia pro foro tum externo tum interno. Der CIC von 1983 (Can. 144 § 2) bezieht den Grundsatz „ecclesia supplet“ konkret auf das Sakrament der Firmung (can. 882f), das Beichtsakrament (can. 966) und die Eheschließung (can. 1111 § 1).